# Campeonato Sudamericano de Béisbol 1957
El Campeonato Sudamericano de Béisbol 1957 fue la primera versión del torneo organizado por la Confederación Sudamericana de Béisbol (CSB), que se llevó a cabo el 27 y 28 de octubre de 1957 en Sao Paulo, Brasil.

## Ronda Única
| Posición | Equipo    | Ganados | Perdidos | C. Anotadas | C. Recibidas |
| -------- | --------- | ------- | -------- | ----------- | ------------ |
| 1        | Brasil    | 2       | 0        | 15          | 4            |
| 2        | Perú      | 1       | 1        | 9           | 2            |
| 3        | Argentina | 0       | 2        | 2           | 8            |

## Calendario
| Juego   | Fecha         | Ganador | Resultado | Perdedor  |
| ------- | ------------- | ------- | --------- | --------- |
| Juego 1 | 27 de octubre | Brasil  | 3-0       | Argentina |
| Juego 2 | 28 de octubre | Brasil  | 12-4      | Perú      |
| Juego 3 | 28 de octubre | Perú    | 5-2       | Argentina |

| Bandera de Brasil |
| Campeón Brasil    |
| Primer título     |